# Fenfluramina
A fenfluramina é um fármaco atualmente comercializado na forma de cloridrato para o tratamento da síndrome de Dravet, uma forma de epilepsia crónica, mortal e altamente farmacorresistente caracterizada por convulsões agressivas.

## História
Desenvolvida no início dos anos 60 como supressor de apetite, a fenfluramina recebeu aprovação para começar a ser comercializada nos EUA, onde mais tarde foi proposta a combinação com fentermina, de maneira a potenciar o efeito anorético causado pela fenfluramina. Esse medicamento representa o infame Fen-Phen.
Depois de relatos de cardiotoxiciade e de dispneia começarem a surgir, a fenfluramina e consequentemente o Fen-Phen foram banidos de circulação nos EUA, ao qual se seguiu o resto do mundo.
Em 2012 estudos na Bélgica mostraram que doentes com Síndrome de Dravet a quem era administrada fenfluramina registavam quebras acentuadas na frequência e ocorrência de convulsões, o que levou a farmacêutica Zogenix a investigar o potencial da fenfluramina enquanto antiepilético no tratamento desta epilepsia.
Em 2019 a Zogenix apresentou o seu pedido de aprovação à FDA para a venda de fenfluramina sob o nome da marca Fintepla, tendo recebido a confirmação a 25 de junho de 2020. Em dezembro do mesmo ano, a EMA também aprovou a venda de Fintepla.

## Farmacologia

### Farmacodinâmica
A fenfluramina é um potente agente de liberação de serotonina (SRA). Para este mecanismo contribuem a sua capacidade provocar a disrupção de vesículas que contém este neurotransmissor e de promover o efluxo de 5-HT através de um processo de troca mediado pelos SERT (transportador de serotonina).
Para além disso é capaz através da sua ligação aos recetores 5-HT2C induzir a sensação de saciedade e perda de apetite, sendo essa a razão principal da sua comercialização como anorético até 1997.
Embora o mecanismo pelo qual a fenfluramina atua como antiepilético não seja totalmente conhecida, acredita-se que a sua utilidade terapêutica na Síndrome de Dravet resulta do agonismo que exerce particularmente sobre os recetores 5-HT1A, 5-HT2C e 5-HT1D. Complementarmente, estudos recentes mostram que a fenfluramina possa também funcionar como modulador positivo dos recetores σ1 do SNC, devido à melhoria das funções cognitivas, emocionais e comportamentais, algo que muitos fármacos serotoninérgicos e antiepiléticos são incapazes de fazer.

### Farmacocinética
A fenfluramina uma vez que é um derivado de uma anfetamina, é capaz de atravessar a Barreira hematoencefálica (BHE) e, por isso de exercer os seus efeitos serotoninérgicos a nível central. Metabolizada hepaticamente, grande parte da fenfluramina é convertida em norfenfluramina, que também tem atividade farmacológica. Aliás, a norfenfluramina tem ainda maior afinidade para os recetores serotoninérgicos referidos, da qual resulta um efeito serotoninérgico superior ao da fenfluramina.
Após a sua absorção a fenfluramina é distribuída em larga parte por todo o corpo, mas as maiores concentrações deste fármaco registam-se no cérebro, rins, fígado, bílis e urina, sendo esta última a via principal da sua excreção.

## Efeitos adversos
O risco do aparecimento da Doença das válvulas cardíacas e hipertensão arterial pulmonar obrigaram a FDA e a EMA a disponibilizar a venda de fenfluramina somente através de um programa de distribuição restrito no qual se inclui a necessidade de realização de ecocardiogramas regulares, de maneira a poder detetar antecipadamente qualquer uma destas condições.

#### Doença das válvulas cardíacas e hipertensão arterial pulmonar
A estimulação de determinados recetores serotoninérgicos pela fenfluramina está na génese destas duas patologias, nomeadamente o recetor 5-HT2B no caso da doença das válvulas cardíacas e o recetor 5-HT1B no caso da hipertensão arterial pulmonar. A ativação destes recetores pela fenfluramina é capaz de desencadear fenómenos de proliferação celular desapropriados, que se vão traduzir em complicações respiratórias/cardíacas para estes doentes.

#### Síndrome serotoninérgica
Em situações de overdose, o excesso de serotonina desencadeado pelo modo de atuação da fenfluramina no organismo pode desencadear síndrome serotoninérgica, que provoca situações de diarreia, ansiedade, insónia, hipertensão, agitação, tremor, midríase, falhas respiratórias, etc. e se for particularmente acentuado pode mesmo levar à morte.